# Holopleurini
Holopleurini es una  tribu de coleópteros polífagos crisomeloideos de la familia Cerambycidae. Comprende un solo género Holopleura con una sola especie: Holopleura marginata LeConte, 1873